# Xaintray
Xaintray é uma comuna francesa na região administrativa da Nova Aquitânia, no departamento de Deux-Sèvres. Estende-se por uma área de 11,15 km². Em 2010 a comuna tinha 231 habitantes (densidade: 20,7 hab./km²).